# Mückendorfer Westgraben
Der Mückendorfer Westgraben ist ein Meliorationsgraben und orographisch rechter Zufluss des Mückendorfer Grabens auf der Gemarkung der Stadt Baruth/Mark im Landkreis Teltow-Fläming in Brandenburg. Er beginnt auf einer landwirtschaftlich genutzten Fläche südlich von Mückendorf, einem Ortsteil der Stadt. Er verläuft geradlinig in nordwestlicher Richtung und entwässert dabei die angrenzenden landwirtschaftlichen Flächen, bevor er nordwestlich von Mückendorf in den Mückendorfer Graben entwässert. Parallel hierzu verläuft weiter südlich der Birkhorstwiesener Graben, der weitere Flächen entwässert und ebenfalls in den Mückendorfer Graben fließt.